# Sistema de Gestão de Documentos de Arquivo
O Sistema de Gestão de Documentos e Arquivos – SIGA é um sistema estruturante da administração pública federal, criado em 2003, por meio do Decreto nº 4.915, de 12 de dezembro deste ano. O SIGA tem como principal missão organizar as atividades de gestão de documentos no âmbito dos órgãos e entidades do Poder Executivo Federal e tem por finalidade garantir ao cidadão e aos órgãos e entidades da administração pública federal, de forma ágil e segura, o acesso aos documentos de arquivo e às informações neles contidas – resguardados os aspectos de sigilo e as restrições administrativas ou legais. A criação do SIGA está relacionada ao cumprimento da Lei nº 8.159, de 8 de janeiro de 1991, dando condições que o Arquivo Nacional exerça a sua competência de realizar a gestão e o recolhimento dos documentos produzidos e recebidos pelo Poder Executivo Federal, bem como preservar e facultar o acesso aos documentos sob sua guarda, e acompanhar e implementar a política nacional de arquivos. 

## Estrutura
O SIGA é integrado pelo Arquivo Nacional, como órgão central; pelas unidades responsáveis pela coordenação das atividades de gestão de documentos de arquivo nos Ministérios e órgãos equivalentes, como órgãos setoriais e pelas unidades vinculadas aos Ministérios e órgãos equivalentes, órgãos seccionais. 
A governança do SIGA fica a cargo de sua Comissão de Coordenação, presidida pelo Diretor-Geral do Arquivo Nacional e composta representantes dos Ministérios e órgãos equivalentes, além de representantes do Sistema de Administração dos Recursos de Informação e Informática – SISP e do Sistema de Serviços Gerais – SISG.  Sua missão é propor políticas, diretrizes e normas relativas à gestão de documentos de arquivo, a serem implantadas nos órgãos e entidades da administração pública federal, após aprovação do Ministro da Justiça e Segurança Pública. 
Ao Arquivo Nacional, enquanto órgão central do SIGA, cabe integrar e coordenar as atividades de gestão de documentos de arquivo desenvolvidas pelos órgãos setoriais e seccionais que o integram; disseminar normas relativas à gestão de documentos de arquivo; racionalizar a produção da documentação arquivística pública; racionalizar e reduzir os custos operacionais e de armazenagem da documentação arquivística pública; preservar o patrimônio documental arquivístico da administração pública federal; e articular-se com os demais sistemas que atuam direta ou indiretamente na gestão da informação pública federal. 
Para o devido funcionamento do sistema, todos os Ministérios e órgãos equivalentes devem constituir subcomissões de coordenação reunindo representantes dos órgãos seccionais de seu âmbito de atuação com vistas a identificar necessidades e harmonizar as proposições a serem apresentadas à Comissão de Coordenação do SIGA.

## História
No ano de 1980 tem início o Programa de Modernização do Arquivo Nacional, bem como a retomada das relações técnicas com os órgãos e entidades da administração pública federal. Esta relação ficou evidenciada no desenvolvimento de ações e programas de assistência técnica, na publicação de manuais, no treinamento de recursos humanos, na promoção de seminários e cursos, no recolhimento de documentos públicos federais, na implantação do Registro Geral de Entrada de Acervos Arquivísticos no Arquivo Nacional. Essas ações permitiram delinear uma política arquivística para o governo federal.
Na década de 1990 é concebido o Sistema Federal de Arquivos do Poder Executivo – SIFAR, como a primeira tentativa de articulação sistêmica das atividades de gestão de documentos, que entre os anos de 2000 e 2001 foi aperfeiçoado, passando a ser denominado Sistema de Gestão de Documentos e Informações – SGDI, do Poder Executivo Federal.
Estudos e proposições são elaboradas visando à concretização do Sistema de Gestão de Documentos, que tem a sua culminância com a edição do Decreto nº 4.915, em 12 de dezembro de 2003,  que cria o Sistema de Gestão de Documentos de Arquivo - SIGA, da administração pública federal, organizando, sob a forma de sistema, as atividades de gestão de documentos de arquivo no âmbito dos órgãos e entidades da Administração Pública Federal.
Em 2019, o nome do sistema muda de Sistema de Gestão de Documentos de Arquivo para Sistema de Gestão de Documentos e Arquivos.